# 深谷通信所
深谷通信所（ふかやつうしんじょ）は神奈川県横浜市泉区に所在していた在日アメリカ海軍基地（面積：773,747m2）。旧日本海軍の基地を第二次世界大戦後に接収し、運用していたもので、2014年6月30日に施設を含めた土地全体が日本へ返還された。

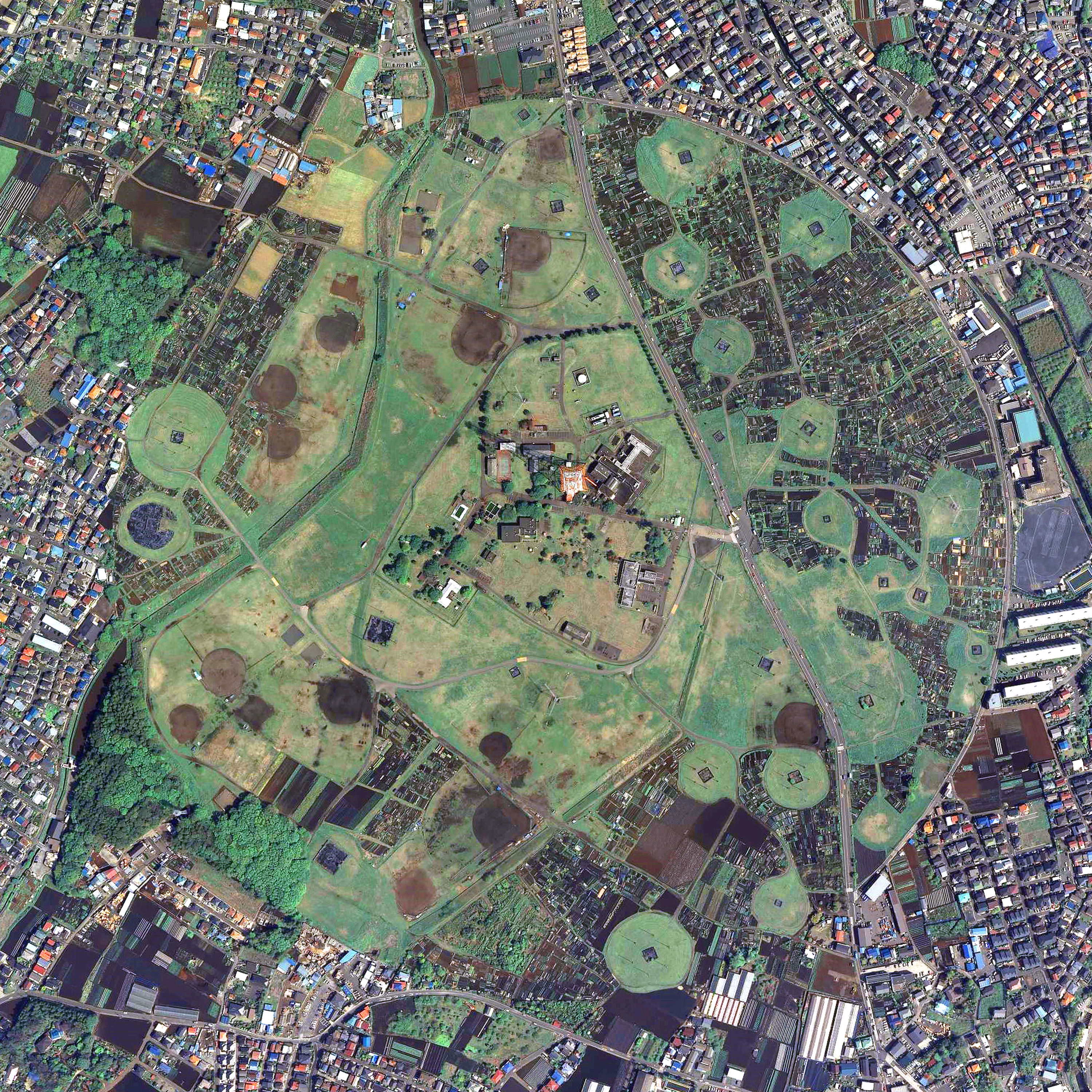
深谷通信所（返還前）
画像：2007年撮影
。

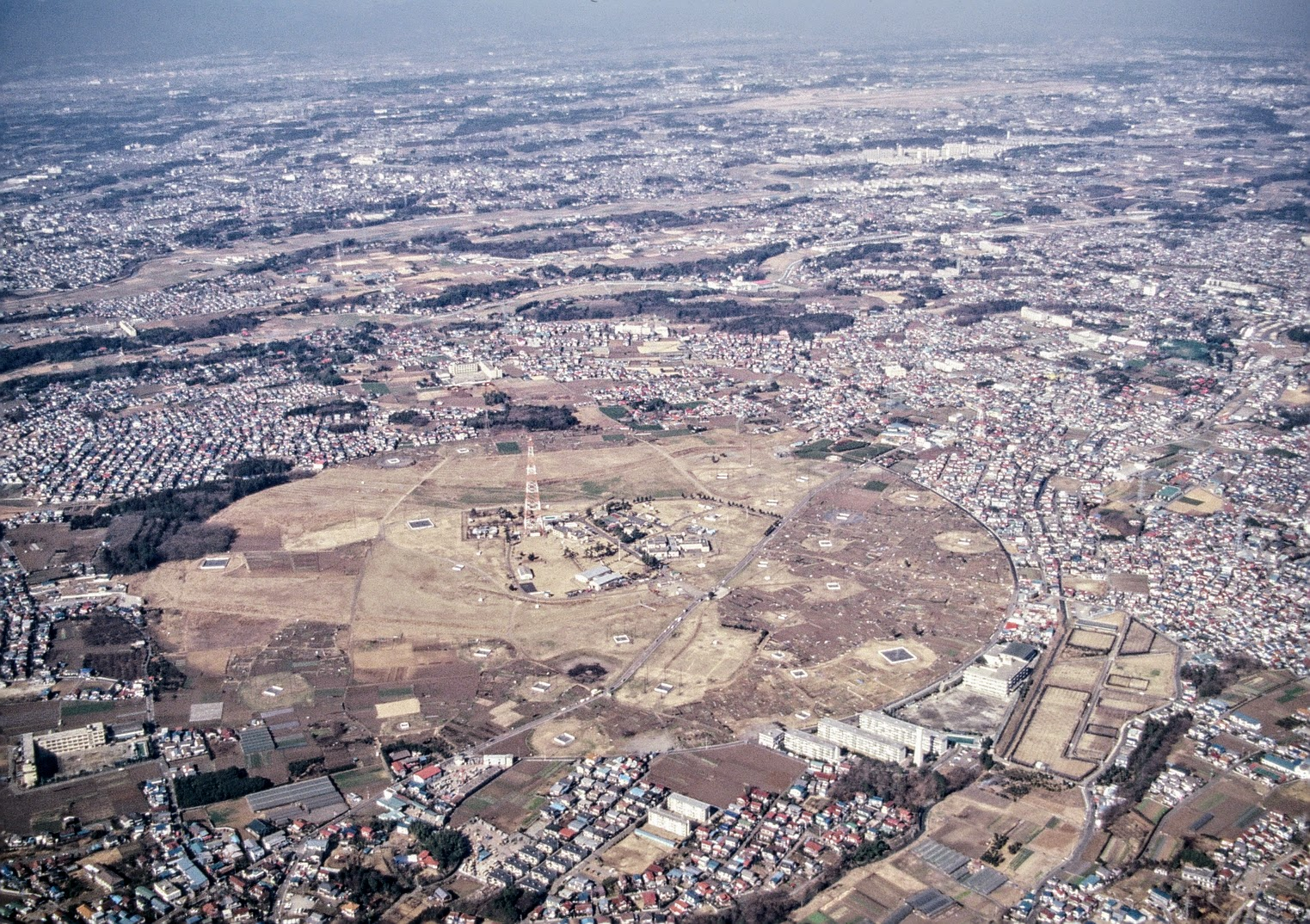
返還前の深谷通信所（西方向、1992年12月）

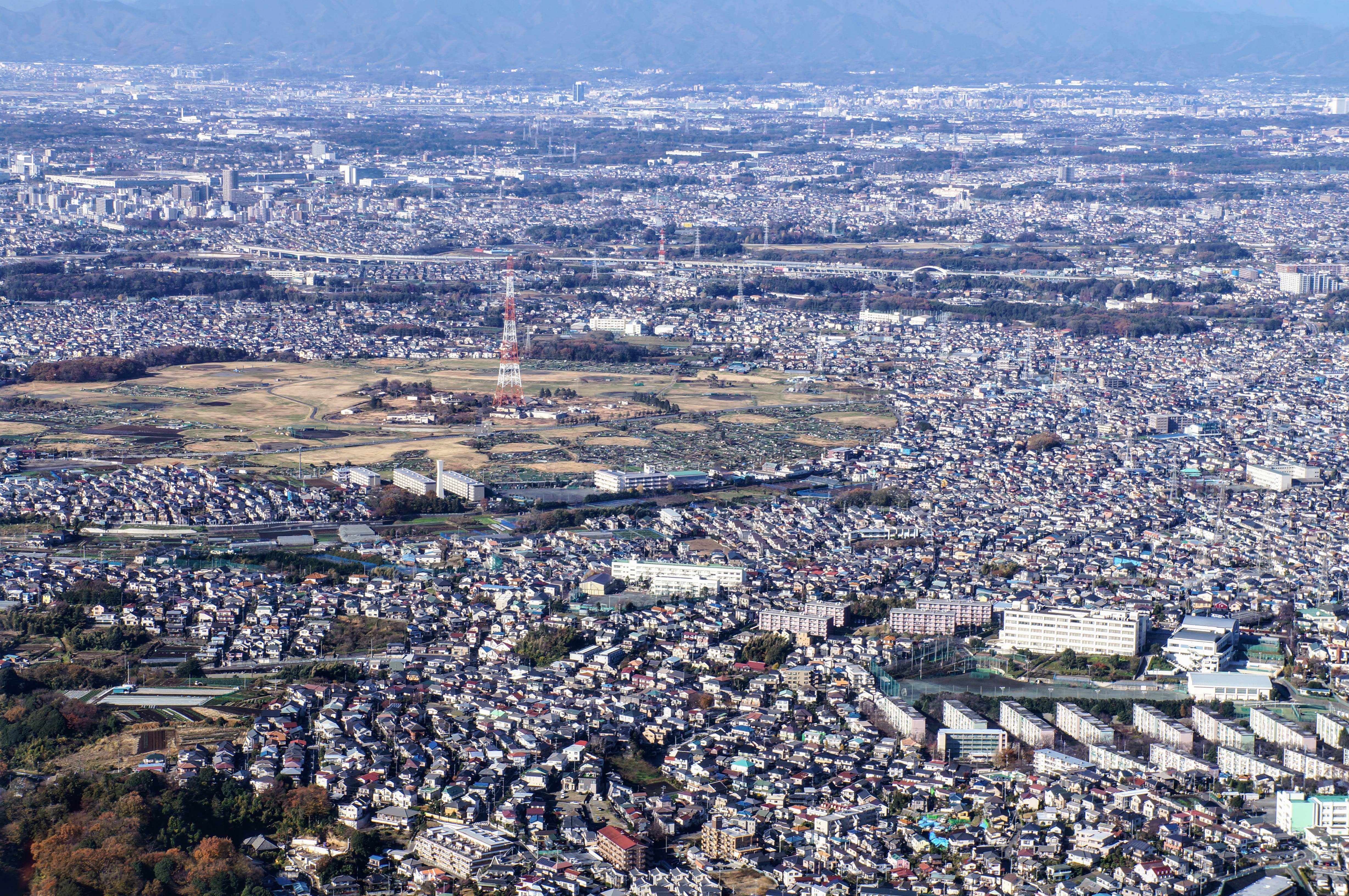
返還前の深谷通信所の遠景（北西方向、1992年12月）

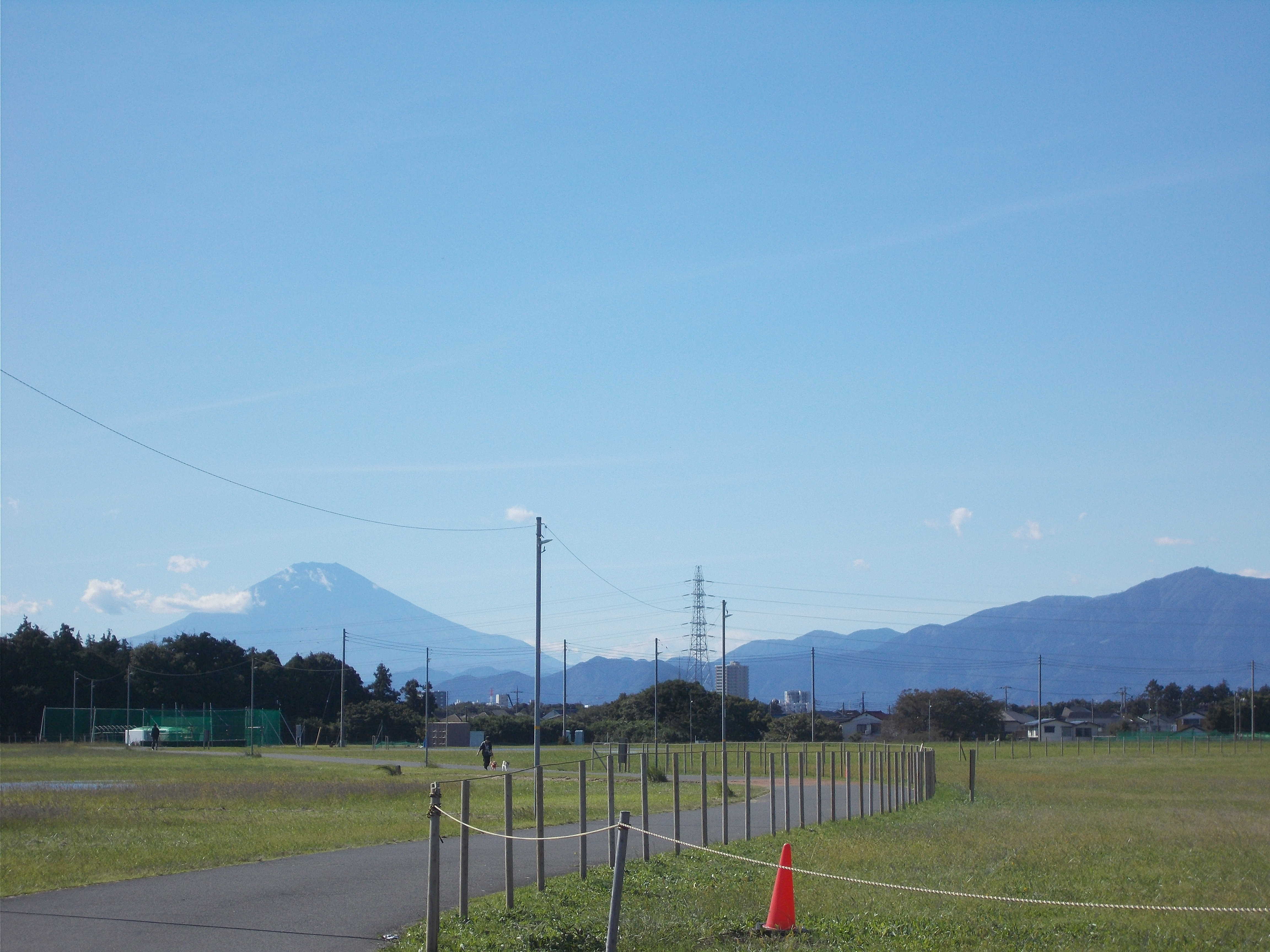
深谷通信所跡地

## 概要
横浜市泉区の和泉町および中田町に位置。全域が国有地であり、アメリカ海軍厚木航空施設司令部が管理を行っていた。日米合同委員会における施設名としては深谷通信所だが、現地においては戸塚無線送信所とも呼称されていた（接収当時の所在行政区が戸塚区だったため）。
旧日本海軍の通信基地として使用されていたものが、太平洋戦争の終戦によりアメリカ海軍に接収され、在日米海軍厚木航空施設司令部の管理下で送信施設として使用されていた（受信は横浜市旭区・瀬谷区の上瀬谷通信施設）。
旧日本海軍時代に電波干渉を防ぐため円形状に用地買収され、アメリカ海軍がその形状のまま接収した。接収後、アメリカ海軍は施設中心部に事務所等やアンテナ部分の囲障区域（フェンス等で囲まれた内側）を設け、関係者以外立入禁止としていたが、囲障区域外は野球場、ゲートボール場、菜園耕作等の使用が認められ、さらに神奈川県道402号阿久和鎌倉線（かまくらみち）が通過し一般の通行が認められていた他、バス停も設置された。
衛星通信が発達し送信機能が他施設に集約されたことで部隊は撤退し遊休地化していたが、2014年6月末を目処として囲障区域も含めた土地全体をアメリカ側から日本へ返還することが決定し、予定通り手続きが完了したことから同年6月30日に返還が行われた。

## 沿革
- 1945年9月2日：終戦により旧日本海軍の通信施設であった当所をアメリカ海軍が接収する。
- 1970年12月1日：施設内の一部が耕作地として使用許可される。
- 2004年10月18日：日米合同委員会で日本への返還の方針が合意された[5]。
- 2014年6月30日：当施設を含めた土地全体が日本へ全部返還された[1]。

## 返還後の土地利用
横浜市は2018年2月28日に「深谷通信所跡地利用基本計画」を発表した。「緑でつながる魅力的な円形空間」をテーマに、円形の敷地を有効活用したデザイン性の高いスポーツ施設を中心とした公園や外周道路の整備が検討されており、さらに周辺道路への接続強化や防災拠点機能の形成なども視野に入っている。